# Quipechaques
Quipechaques, quipchaques, ou quipchacos, também chamados kipchakos ou qipchaq, foram uma confederação tribal túrquica nômade de meados do século XI que ocupou um vasto território na estepe eurasiática, estendendo-se do norte do mar de Aral a oeste para a região norte do mar Negro. Algumas tribos quipechaques provavelmente originaram-se nas fronteiras chinesas e moveram-se após o século IX para a Sibéria Ocidental. Dali migraram mais a oeste em direção à região trans-Volga (atual Cazaquistão ocidental) e, no século XI, para a estepe eurasiática, a norte do mar Negro (atual Ucrânia e sudoeste da Rússia).